# Championnat des Philippines de football 2024
Navigation
Édition précédente Édition suivante
La saison 2024 du Championnat des Philippines de football est la 6e édition du championnat de première division professionnel aux Philippines sous l'appellation Philippines Football League.

## Déroulement de la saison
Pour la première fois 15 équipes disputent le championnat. Avant le début de la saison la fédération décide d'abandonner le format avec trois phases dont une phase finale à élimination directe, pour un format où les clubs ne se rencontrent qu'une seule fois.
United City FC qui s'était retiré de la compétition la saison dernière fait son retour.
En fin de saison, le tenant du titre Kaya FC remporte son deuxième titre de champion des Philippines.

## Classement
Le classement est calculé avec le barème de points suivant : une victoire vaut trois points, le match nul un. La défaite ne rapporte aucun point.
Critères de départage :
1. plus grand nombre de points ;
2. plus grande différence de buts générale ;
3. plus grand nombre de buts marqués ;
4. plus grande différence de buts particulière

| Rang | Équipe               | Pts | J  | G  | N | P  | Bp | Bc  | Diff |
| ---- | -------------------- | --- | -- | -- | - | -- | -- | --- | ---- |
| 1    | Kaya FC T            | 40  | 14 | 13 | 1 | 0  | 82 | 5   | +77  |
| 2    | Dynamic Herb Cebu    | 36  | 14 | 12 | 0 | 2  | 66 | 9   | +57  |
| 3    | Stallion Laguna      | 32  | 14 | 10 | 2 | 2  | 65 | 12  | +53  |
| 4    | Davao Aguilas        | 32  | 14 | 10 | 2 | 2  | 39 | 6   | +33  |
| 5    | One Taguig           | 31  | 14 | 9  | 4 | 1  | 69 | 14  | +55  |
| 6    | United City FC       | 30  | 14 | 9  | 3 | 2  | 51 | 13  | +38  |
| 7    | Manila Digger        | 24  | 14 | 8  | 0 | 6  | 35 | 25  | +10  |
| 8    | Loyola               | 16  | 14 | 5  | 1 | 8  | 32 | 45  | -13  |
| 9    | Maharlika Taguig     | 16  | 14 | 5  | 1 | 8  | 23 | 53  | -30  |
| 10   | Mendiola FC 1991     | 13  | 14 | 4  | 1 | 9  | 27 | 46  | -19  |
| 11   | DB Garelli United    | 12  | 14 | 4  | 0 | 10 | 15 | 85  | -70  |
| 12   | Tuloy                | 9   | 14 | 3  | 0 | 11 | 28 | 52  | -24  |
| 13   | Philippine Air Force | 9   | 14 | 3  | 0 | 11 | 19 | 59  | -40  |
| 14   | Philippine Army      | 7   | 14 | 2  | 1 | 11 | 15 | 42  | -27  |
| 15   | Manila Montet        | 0   | 14 | 0  | 0 | 14 | 3  | 103 | -100 |

|  | Qualification pour la Ligue des champions 2 de l'AFC 2024-2025 |
|  | T : Tenant du titre C : Coupe des Philippines                  |